# Raphaela Folie
Raphaela Folie (Bolzano, 7 de março de 1991) é uma voleibolista profissional italiana, jogadora da posição central. 

## Títulos

### Clubes
Supercopa Italiana:
- 2016, 2018, 2019, 2020, 2021

Copa Itália:
- 2017, 2020, 2021, 2022[2]

Liga dos Campeões da Europa:
- 2021
- 2017, 2019, 2022
- 2018

Campeonato Italiano:
- 2018, 2019, 2021, 2022

Campeonato Mundial de Clubes:
- 2019
- 2021

### Seleção principal
Copa do Mundo:
- 2011

Jogos do Mediterrâneo:
- 2013

Grand Prix:
- 2017

Campeonato Europeu:
- 2019

## Premiações individuais
- 2020: Jogador Mais Valioso (MVP) da Supercopa Italiana